# Kōfu
Kōfu (甲府市?, Kōfu-shi) è una città giapponese, capoluogo della prefettura di Yamanashi.

## Amministrazione

### Gemellaggi
- Cheongju
- Chengdu
- Lodi
- Pau
- Yamatokōriyama